# Curtil-sous-Burnand
Curtil-sous-Burnand és un municipi francès, situat al departament de Saona i Loira i a la regió de Borgonya - Franc Comtat. L'any 2007 tenia 127 habitants.

## Demografia

### Població
El 2007 la població de fet de Curtil-sous-Burnand era de 127 persones. Hi havia 56 famílies, de les quals 16 eren unipersonals (8 homes vivint sols i 8 dones vivint soles), 24 parelles sense fills, 12 parelles amb fills i 4 famílies monoparentals amb fills.
La població ha evolucionat segons el següent gràfic:
Habitants censats

### Habitatges
El 2007 hi havia 119 habitatges, 60 eren l'habitatge principal de la família, 52 eren segones residències i 7 estaven desocupats. Tots els 119 habitatges eren cases. Dels 60 habitatges principals, 53 estaven ocupats pels seus propietaris, 4 estaven llogats i ocupats pels llogaters i 3 estaven cedits a títol gratuït; 4 tenien dues cambres, 14 en tenien tres, 17 en tenien quatre i 26 en tenien cinc o més. 40 habitatges disposaven pel capbaix d'una plaça de pàrquing. A 30 habitatges hi havia un automòbil i a 25 n'hi havia dos o més.

### Piràmide de població
La piràmide de població per edats i sexe el 2009 era:
| Homes | Edats   | Dones |
| ----- | ------- | ----- |
| 0     | 95 o +  | 0     |
| 0     | 90 a 94 | 0     |
| 4     | 85 a 89 | 0     |
| 0     | 80 a 84 | 4     |
| 4     | 75 a 79 | 8     |
| 0     | 70 a 74 | 8     |
| 4     | 65 a 69 | 0     |
| 8     | 60 a 64 | 8     |
| 4     | 55 a 59 | 4     |
| 4     | 50 a 54 | 0     |
| 8     | 45 a 49 | 4     |
| 0     | 40 a 44 | 8     |
| 8     | 35 a 39 | 4     |
| 0     | 30 a 34 | 4     |
| 0     | 25 a 29 | 0     |
| 4     | 20 a 24 | 0     |
| 12    | 15 a 19 | 0     |
| 8     | 10 a 14 | 8     |
| 0     | 5 a 9   | 4     |
| 0     | 0 a 4   | 8     |

## Economia
El 2007 la població en edat de treballar era de 84 persones, 61 eren actives i 23 eren inactives. De les 61 persones actives 55 estaven ocupades (27 homes i 28 dones) i 6 estaven aturades (1 home i 5 dones). De les 23 persones inactives 10 estaven jubilades, 8 estaven estudiant i 5 estaven classificades com a «altres inactius».

### Ingressos
El 2009 a Curtil-sous-Burnand hi havia 62 unitats fiscals que integraven 136 persones, la mediana anual d'ingressos fiscals per persona era de 19.408,5 €.

### Activitats econòmiques
Dels 7 establiments que hi havia el 2007, 1 era d'una empresa de construcció, 1 d'una empresa de comerç i reparació d'automòbils, 2 d'empreses d'informació i comunicació, 2 d'empreses de serveis i 1 d'una entitat de l'administració pública.
L'únic servei als particulars que hi havia el 2009 era una fusteria.
L'únic establiment comercial que hi havia el 2009 era una botiga d'equipament de la llar.
L'any 2000 a Curtil-sous-Burnand hi havia 10 explotacions agrícoles que ocupaven un total de 540 hectàrees.

## Poblacions més properes
El següent diagrama mostra les poblacions més properes.